# Doddamaralli, Chik Ballapur
Doddamaralli là một làng thuộc tehsil Chik Ballapur, huyện Kolar, bang Karnataka, Ấn Độ.